# Шарлюг
Шарлюг — река в России, протекает по Опаринскому району Кировской области. Устье реки находится в 537 км по правому берегу реки Луза. Длина реки составляет 21 км.
Исток реки в 6 км к северо-востоку от посёлка Нагибино почти на границе с Республикой Коми. Река течёт по ненаселённому таёжному лесному массиву на Северных Увалах, генеральное направление течения — северо-запад. Впадает в Лузу в 4 км к юго-востоку от посёлка Опарино. Приток — Пальница (правый). Ширина реки на всём протяжении не превышает 10 метров.

## Данные водного реестра
По данным государственного водного реестра России и геоинформационной системы водохозяйственного районирования территории РФ, подготовленной Федеральным агентством водных ресурсов:
- Бассейновый округ — Двинско-Печорский
- Речной бассейн — Северная Двина
- Речной подбассейн — Малая Северная Двина
- Водохозяйственный участок — Юг
- Код водного объекта — 03020100212103000011726